# Nachi (1928)
El Nachi (en japonés: 那智) fue un crucero pesado de la clase Myōkō perteneciente a la Armada Imperial Japonesa que participó principalmente en las Aleutianas como parte del frente del Pacífico durante la Segunda Guerra Mundial.

## Historial operativo
El crucero pesado Nachi fue nombrado  en remembranza del monte homónimo de la provincia de Wakayama, fue botado en 1927, completado (parcialmente) y asignado por adelantado para  ser presentado al emperador Hirohito en diciembre de 1928. Fue enviado además en diciembre en representación junto a otras unidades a Spithead, Inglaterra para la Coronación del rey Jorge VI. Después de  la visita de representación en Inglaterra es enviado a Sasebo para finalizar su construcción la cual fue completada finalmente en abril de 1929.
Entre 1936 y 1937 fue sometido a diversas modernizaciones.

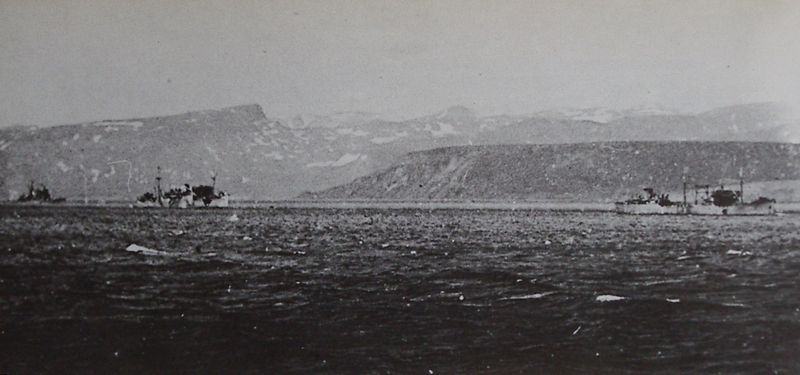
El crucero Nachi fuera de Paramushiro escoltando al Heian Maru y al Taiyo Maru rumbo a las Aleutianas (1942)

Fue adscrito a la 5.ª  división de cruceros al mando de Boshiro Hosogaya junto al Myoko y el Haguro, y enviados a tomar posiciones en el sur de las Filipinas. El 6 de diciembre de 1941 en la noche apoya las acciones navales  de desembarco en Dávao y Legaspi coordinando con el ataque a Pearl Harbor.  Desde diciembre de 1941 a enero de 1942 apoyó acciones en el golfo de Dávao teniendo como base Palaos.  Apoyó en diversas acciones en el Mar de Timor en febrero de 1942.
El 27 de febrero de 1942, el Nachi y el Haguro tuvieron un rol fundamental en la Batalla del Mar de Java, junto a la 2.ª División de cruceros ligeros, la 16.º y 7.ª división de destructores al  destruir las fuerzas de asalto aliadas ABDACOM del almirante holandés Karel Doorman compuestas por el HMS Exeter, HNMS De Ruyter, USS Houston, y 5 destructores. El Nachi colocó sus aviones de exploración para señalar la posición de cada buque enemigo y colaboró  en el hundimiento del HMS Exeter en el Estrecho de la Sonda.
Desde marzo hasta mayo de 1942 operó en aguas árticas en las islas Kuriles estableciendo diversos puntos de abastecimiento. A fines de mayo de 1942 el Nachi tomó parte en la Operación Al y formó parte de la 4.ª división de cruceros, zarpó de Ominato hacía las Aleuntianas como parte de las fuerzas de distracción del almirante Kakuta para efectuar la invasión a Kiska y luego al bombardeo de Attu. Esta fuerza fue un señuelo para distraer a los americanos de su verdadero objetivo, la Operación MI-Midway. El resto de 1942, el Nachi operó en el ártico entre Paramushiro y las Aleutianas con la misión de mantener las líneas de abastecimiento de las posiciones japonesas en las Aleutianas.
El 27 de marzo de 1943, la 5.ª división en labores de escolta de un convoy con abastecimientos de armas, hombres y alimentos  participó en la Batalla de las Islas Komandorski contra una división enemiga compuesta por los cruceros USS San Francisco y el USS Salt Lake City con cuatro destructores. El crucero Maya disparó sus torpedos de largo alcance pero no obtuvo resultados, no obstante, los japoneses lograron dañar  al USS Salt Lake City y a un destructor; el Maya y el Nachi además recibieron impactos en los que  resultan con serios daños y bajas,  el almirante Boshiro Hosogaya decidió  entonces abortar la misión con nefastas consecuencias para las fuerzas japonesas en las Aleutianas. 
Las tropas japonesas acantonadas en Attu y Kiska se vieron enfrentados al desabastecimiento y el hambre, lo que a la larga significó la victoria aliada al expulsar a los japoneses de las Aleutianas en mayo de ese año. Hosogaya fue relevado deshonrosamente del mando naval y enviado a un puesto administrativo en Micronesia. En mayo de 1943, el Nachi realizó tareas de evacuación de las tropas sobrevivientes desde Kiska.
El 24 de octubre de 1944, al mando del vicealmirante Shima y con el capitán Kanooka como comandante participó en una acción nocturna en la Batalla del Golfo de Leyte como parte de la 2.ª división del almirante Shoji Nishimura, el Nachi se dirigió a retaguardia en formación tras el crucero portaviones Mogami, al ingresar al estrecho de Surigao junto a tres destructores, observó como se aproximaba de vuelta a un buque que fue reconocido como el Mogami quien venía de vuelta con su puente semidestruido y humeante, al acercarse para parlamentar fue embestido en su proa por el Mogami,  los daños producidos al Nachi fueron una grieta en sus planchas de 15 m sobre la línea de flotación por lo que se mantuvo operativo y continuó adentrándose en el estrecho de Surigao y alcanzó el punto donde el acorazado Fusō parecía que flotaba en dos partes,  el vicealmirante Shima creyó que se trataba del Fuso y del Yamashiro destruidos sin poder entender el contexto de la batalla, Shima ordenó entonces dar la media vuelta y abandonar el escenario. Los daños producidos por el Mogami y la decisión de repararlo en Manila resultarían fatales para este buque y su tripulación.
El Nachi fue enviado a reparación en Manila, entró en dique seco el 28 de octubre.
Al día siguiente fue atacado mientras estaba inmovilizado por aviones de la fuerza de tareas n.º 38 del almirante Halsey, fue impactado en el sector de las catapultas lo cual provocó 30 bajas. El crucero pesado Kumano también fue dañado.

### Final

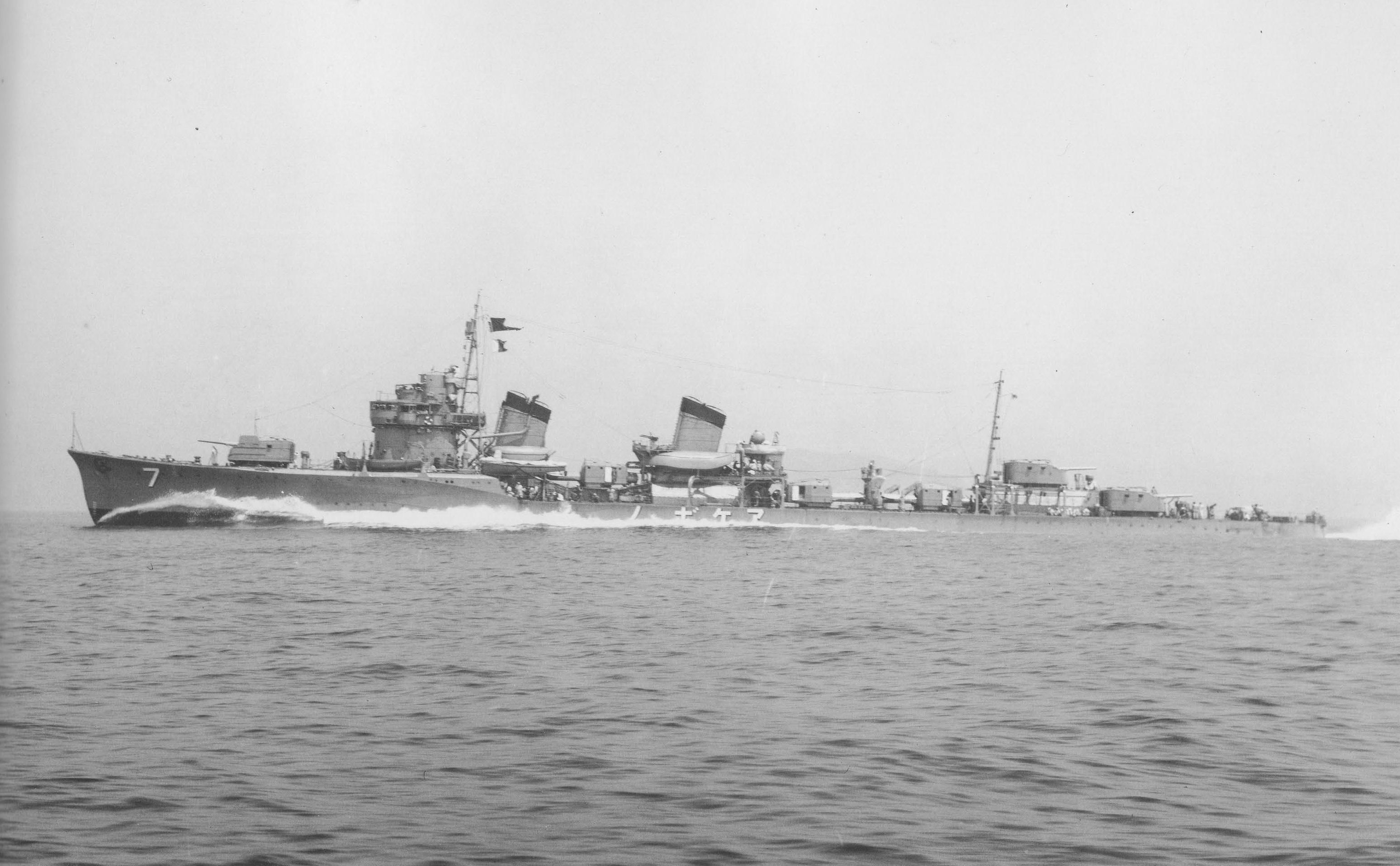
El destructor Akebono, hundido cuando iba en rescate de los sobrevivientes del Nachi

El 5 de noviembre, el Nachi  ya reparado, zarpó a realizar pruebas fuera del golfo de Manila a 5 millas náuticas al sudoeste de Corregidor, el vicealmirante Shima permaneció en tierra en el puerto. 
A las 12:50 horas fue sorprendido y atacado por una primera oleada de aviones procedentes del portaaviones USS Ticonderoga, el Nachi maniobró desesperadamente para evitar los torpedos, sin embargo, no logró evitar 5 impactos de bomba y tres torpedos que lo dejaron sin propulsión y a la deriva, el vicealmirante Shima ordenó al destructor Akebono asistir al Nachi.
Cuando el Akebono se preparaba para darle remolque, un nuevo y fatal ataque se produjo a las 14 horas, procedente del USS Lexington recibiendo 5 torpedos sucesivamente, las explosiones  escindieron al Nachi en tres partes flotantes independientes, la proa fue seccionada a la altura de la torre n.°1 y se hundió rápidamente, quedó solo la parte central y su popa cortada a nivel de la torre n.°3 separada a 50 m a flote en medio de una gran mancha de petróleo.  La porción central a flote fue nuevamente atacada e impactada por 20 bombas y 16 cohetes y finalmente se hundió a las 14:50 hors con 807 hombres a bordo, solo sobrevivieron 74 marinos del Nachi.  El Akebono, que tenía la misión de asistir al Nachi, fue también hundido con 54 bajas. Shima envió a los destructores Ushio y Kasumi a rescatar a los supervivientes de ambos buques.

Final del crucero Nachi
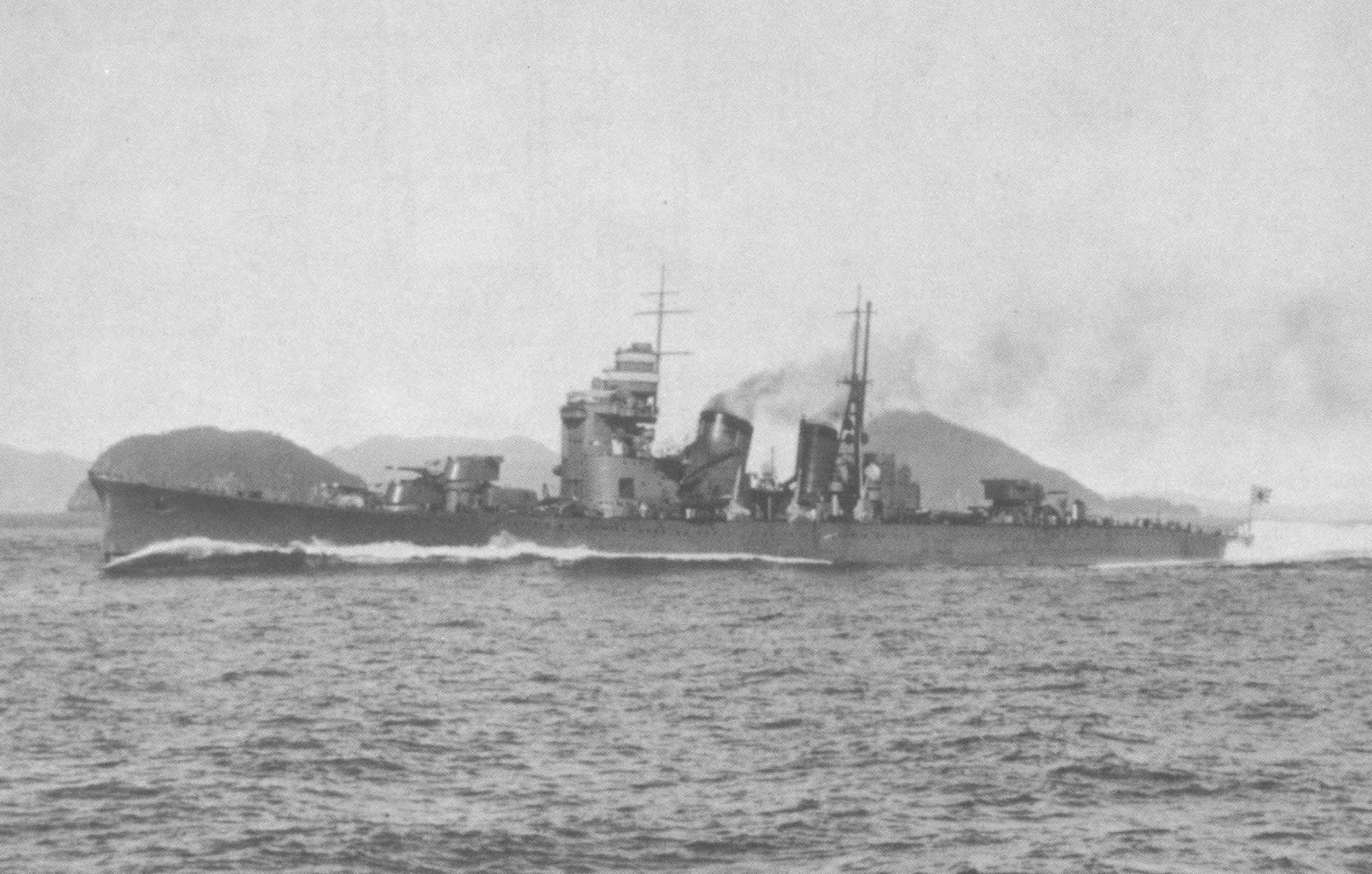
El crucero Nachi en pruebas en 1929.
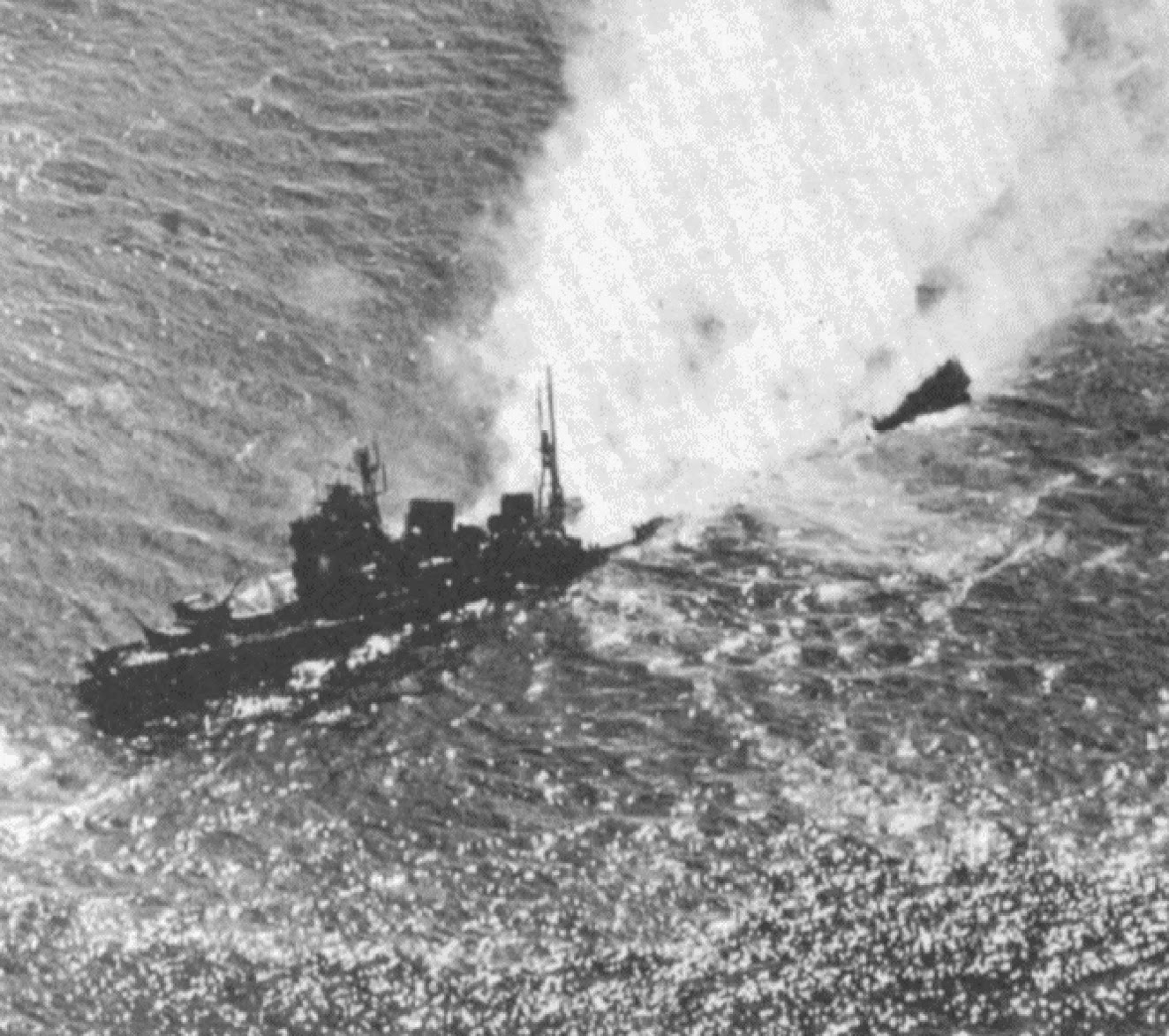
El Nachi en sus momentos finales.
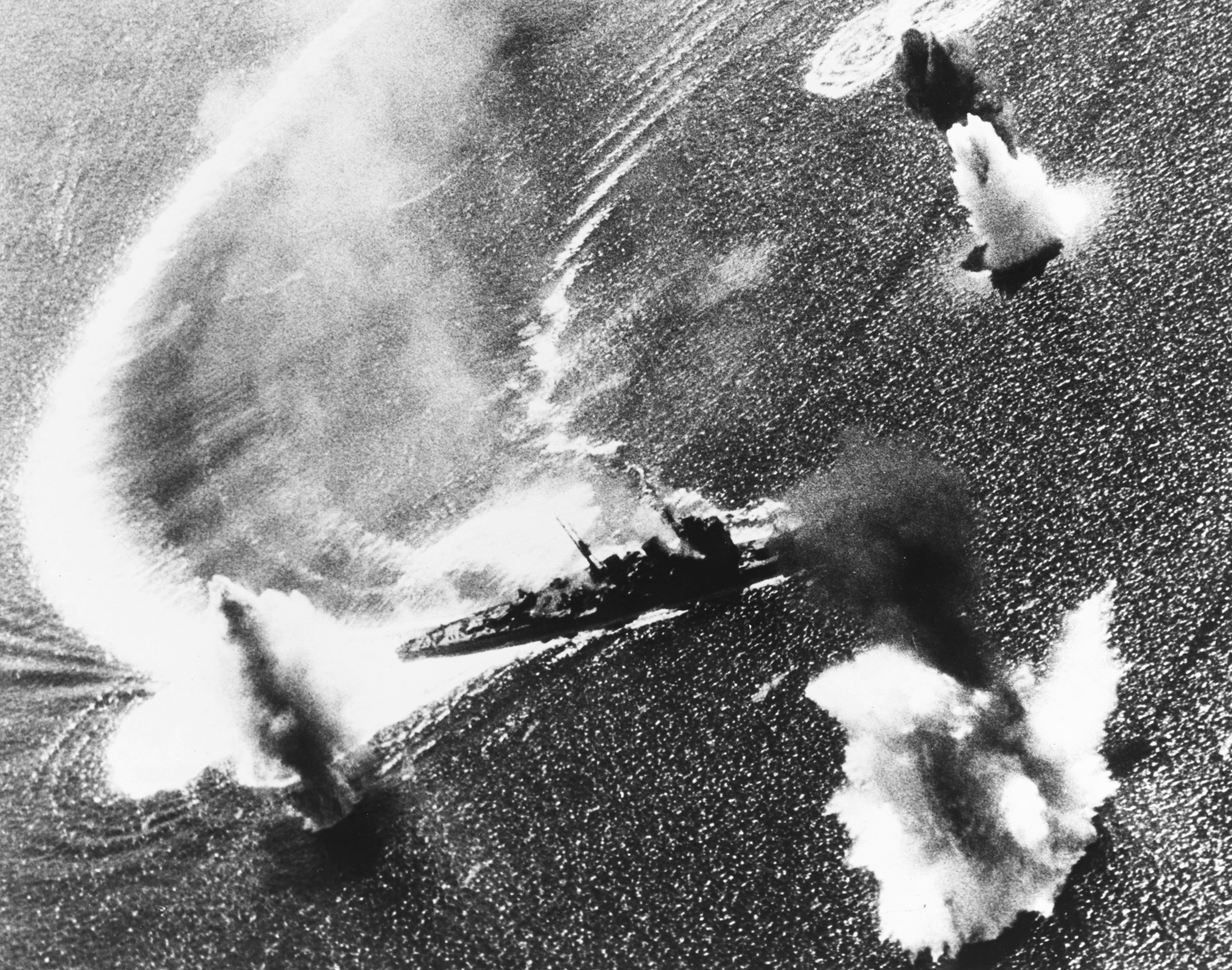
El Nachi bajo ataque de bombas.
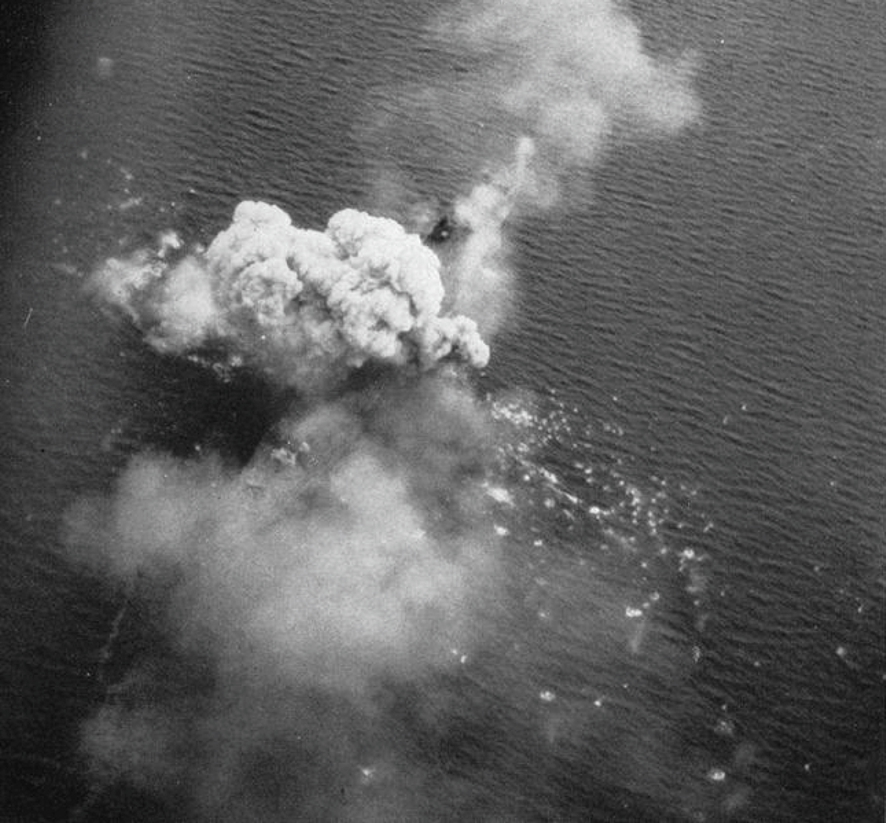
El Nachi tocado por bombas en la popa.
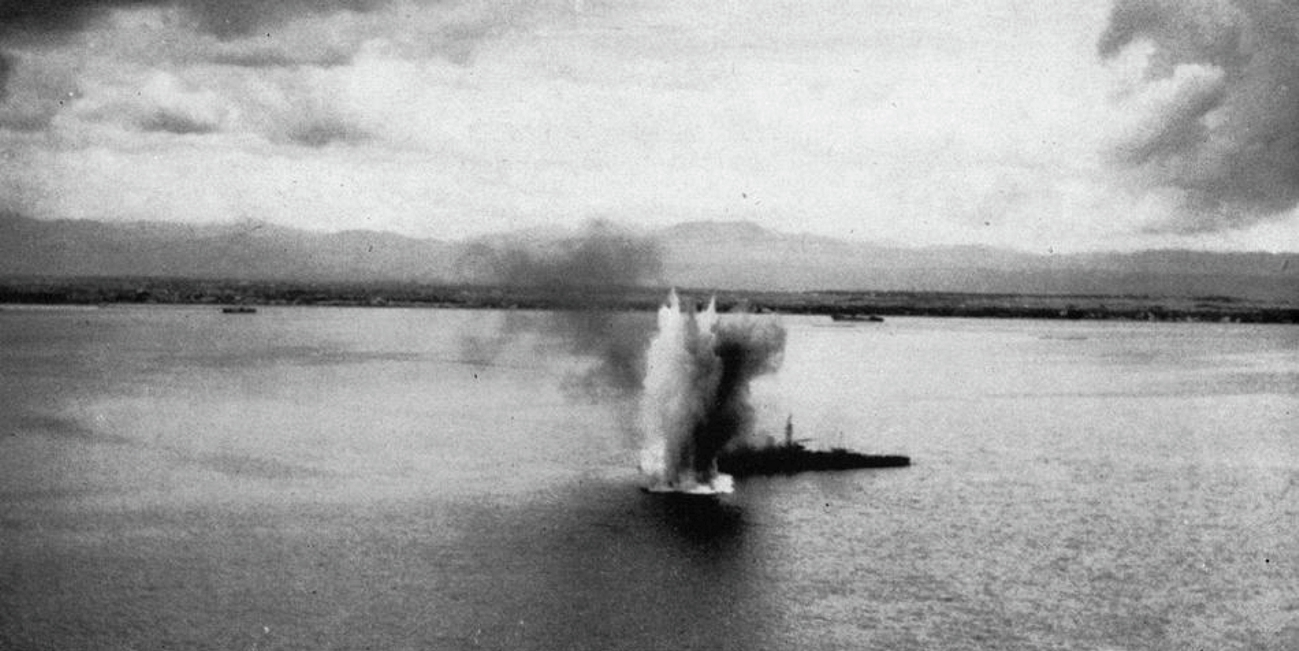
El Nachi bajo ataque de torpedos.